# Ellen Ternan
Ellen Lawless Ternan (3. března 1839 Rochester – 25. dubna 1914 Londýn) také známá jako Nelly Ternan nebo Nelly Wharton-Robinson byla anglická herečka známá pro svůj vztah se slavným spisovatelem Charlesem Dickensem.

## Životopis
Ellen Ternan se narodila v Rochesteru v hrabství Kent jako třetí ze čtyř dětí. Měla bratra, který zemřel v dětském věku a dvě sestry Marii a Frances (Frances se později stala druhou manželkou anglického spisovatele Thomase Adolphuse Trollopa). Její rodiče, Thomas Lawless Ternan a Frances Eleanor Ternan (rozená Jarman), byli oba poměrně proslulí herci. Její herecký debut se uskutečnil v Sheffieldu, když jí byly tři roky. Ona a její sestry byly prezentovány jako „dětské fenomény“. Ellen byla ze tří sester považována za nejméně nadanou, ale oboru se značně věnovala zvláště poté, co zemřel její otec v roce 1846 v ústavu pro choromyslné v Bethnal Green. V roce 1857 si jí všiml Charles Dickens, když vystupovala v londýnském divadle Haymarket. Společně s její matkou a sestrou Marií ji na doporučení svého přítele Alfreda Wigana obsadil do role ve hře The Frozen Deep v Manchasteru v srpnu roku 1857. Pro profesionální herečku nebylo obvyklé, aby vystupovala vedle amatéra. Paní Ternanová hrála skotskou zdravotní sestru, Maria hrdinku Claru a Nelly (Ellen) dostala roli Katey Dickens, Dickensovo sedmnáctileté dcery.

### Vztah s Charlesem Dickensem
V polovině září roku 1857 jel Charles Dickens s Wilkiem Collinsem do Doncasteru, aby viděl Ellen vystupovat ve hře The Pet of the Petticoats v Theatre Royal. Tehdy napsal Johnu Fosterovi, že se vztah s jeho ženou rozpadá – „Nebohá Catherine a já, nejsme pro sebe stvořeni [-] To co nyní naráží jsem již viděl přicházet”. Dickensovi bylo 45 let, když poznal Ellen Ternan, které bylo 18 let, jen o něco málo víc než jeho nejstarší dceři Katey. Věří se, že Dickens měl s Ternan poměr, ale pravá podstata jejich vztahu byla pečlivě střežena před zraky veřejnosti. Ternan byla chytrá, okouzlující, charakterní žena se zájmem o literaturu a divadlo. Dickens o Ternan referoval jako o „kouzelném kruhu jedné osoby”. Podle toho co je známo, se věci daly do pohybu v roce 1858, když Dickensova manželka Catherine Dickens otevřela balíček doručený od londýnského klenotníka, který obsahoval zlatý náramek určený pro Ternan s věnováním, který napsal její manžel. Charles a Catherine Dickens se odloučili v březnu toho roku po 22 letech manželství.
Ternan opustila jeviště v roce 1860 a od té doby jí finančně zajišťoval Dickens. Občas s ním cestovala, což bylo i v případě nehody vlaku u Staplehurst 9. července 1865, kdy Dickens cestoval s Ternan a svou matkou zpátky z návštěvy ve Francii. Údajně si rozmyslel svůj plán vzít Ternan sebou do Ameriky v roce 1867, kvůli své obavě, že by o jejich vztahu začal psát americký tisk. Ternan žila v domech, které pronajímal pod falešnými jmény ve Slough a později v londýnském předměstí Nunhead. Podle nepodložených spekulací, měla také Ternan porodit Dickensovi syna, který zemřel v kojeneckém věku. Existuje jen málo důkazů, které by vypovídaly o vztahu Charlese Dickense a Ellen Ternan, protože ani Dickens, Ternan, ani její sestry nezanechaly žádnou zmínku o tomto vztahu a většina relevantní korespondence byla zničena. Mnoho badatelů a výzkumníků si myslí, že několik ženských postav Dickensových příběhů je napsáno podle Ternan. Měly by to být Estella (Nadějné vyhlídky), Bella Wilfer (Náš společený přítel), Helena Landless (Záhada Edwina Drooda) a mnoho dalších jí mohlo být inspirováno, obzvláště i Lucie Mannete (Příběh dvou měst). Dickens ve své závěti Ternan odkázal 1000 liber, což byl dostatečný příjem, který zaručoval, že Ternan nebude muset pracovat až do konce života.

### Pozdější život a sňatek
V roce 1876, šest let po Dickensově smrti, se Ternan provdala za George Whartona Robinsona, absolventa Oxfordu, který byl o 12 let mladší a nevěděl nic o jejím vztahu s Dickensem. Ternan se sama prezentovala jako o 14 let mladší (23 let, než skutečných 37). Měli spolu syna Geoffreyho a dceru Gladys. Společně provozovali chlapeckou školu v Margate. Její manžel zemřel v roce 1910 a Ternan strávila své poslední roky v Southsea se sestrou Frances. Zemřela na rakovinu ve Fulhamu v Londýně a je pohřbena na hřbitově Highland Road v Portsmouthu.

## Spekulace a výzkum
Dickensovo společenství a přeživší členové jeho blízké rodiny o Dickensově aféře s Ternan nemluvili a popírali ji od jeho smrti, až po smrt posledního z jeho dětí, Sira Henryho Fieldinga Dickense, v roce 1933. Několik badatelů během následujících let psalo o různých aspektech vztahu mezi Dickensem a Ellen Ternan, a to Gladys Story v roce 1939, Ada Nisbet v roce 1952, Sir Felix Aylmer v roce 1959 a Katherine M Longley v roce 1985. Ellen Ternan se stala tématem nejlépe prodávané biografie od Claire Tomalin v roce 1990, která vynesla vztah do povědomí širšího publika. Shrnutí příběhu o zjištění o vztahu bylo publikováno v roce 2012 profesorem Michaelem Slaterem.
Některé záznamy týkající se Ellen Ternan a její rodiny se nachází v knihovně Senátního domu, Londýnské university.

## Ve filmu
Film Vášeň mezi řádky (2013) je adaptací podle knihy Claire Tomalin o vztahu Ternan a Dickense. Ternan hraje Felicity Jones a Dickense ztvárnil Ralph Fiennes. Věkový rozdíl herců 21 let je poměrně blízký skutečnému věkovému rozdílu 27 let mezi Dickensem a Ternan.